# Panaigialeios FC
Panaigialeios FC é um clube profissional de futebol, sediado em Égio, Grécia. Disputa atualmente a Segunda divisão grega

## História
O clube foi fundado em 1927, porém em 1934 houve algumas crises no clube, no qual acabou sendo desfeito, e recriado em 1936 com o mesmo nome de seu antecessor.